# Linda Gray
Linda Ann Gray (Santa Monica, 12 september 1940) is een Amerikaanse actrice die het bekendst is van haar rol als Sue Ellen Ewing in de soap Dallas.
In het eerste seizoen van Dallas, dat slechts vijf afleveringen telde, speelde ze elke aflevering mee maar haar naam verscheen niet op de begingeneriek, dat gebeurde pas in seizoen 2. Ze bleef tot de vaste cast behoren tot 1989 en keerde nog terug in 1991. Ze speelde ook nog mee in de Dallas-reüniefilms J.R. Returns (1996) en The War of the Ewings (1998).
In 1994 speelde ze Hillary Michaels in enkele afleveringen van Melrose Place. Ze speelde daar de moeder van Amanda Woodward (Heather Locklear). Niet veel later speelde ze de hoofdrol in Models Inc., waar ze opnieuw Hillary Michaels speelde die nu haar eigen serie had. Door tegenvallende kijkcijfers liep de serie echter slechts één seizoen. 
In 2004 en 2005 had ze een kleine rol in The Bold and the Beautiful als Priscilla Kelly.
In 2006 speelde ze in de korte film Reflections of a Life, waarin ze de beste vriendin speelde van een vrouw die borstkanker had. Gray's zuster was enkele jaren eerder aan de ziekte bezweken. De film won verschillende prijzen op de filmfestivals waar hij vertoond werd.
In Dallas 2.0, die succesvol van start ging in 2012, speelde ze wederom haar rol als Sue Ellen. In het tweede seizoen overleed Larry Hagman. TNT gaf de serie nog een derde seizoen, maar de kijkcijfers kelderden. In 2014 stopte TNT met Dallas. In totaal werden er 40 afleveringen gemaakt, vanaf 2012 t/m 2014.
Haar zoon Jeff overleed op 56-jarige leeftijd in december 2020.